# ماركوس كلاوسمان
ماركوس كلاوسمان (بالألمانية: Marcus Klausmann)‏ (و. 1977  م) هو راكب دراجة هوائية ألماني، ولد في آلب‌اشتاد.

## روابط خارجية
- ماركوس كلاوسمان على موقع أرشيف الدراجات (الإنجليزية)
- ماركوس كلاوسمان على موقع CycleBase (الإنجليزية)